# Montario Hardesty
Pour les articles homonymes, voir Hardesty.
(en) Statistiques sur pro-football-reference
Montario Hardesty (né le 1er février 1987 à New Bern) est un joueur américain de football américain.

## Lycée
Hardesty joue au football à la New Bern High School. Lors de sa dernière année, en 2004, il parcourt 2 002 yards en 272 courses (moyenne de 7,3 yards par course), marquant dix-neuf touchdowns. Rivals.com le classe quatre étoiles et présent dans la liste des cent meilleurs joueurs de la classe de 2005 au niveau lycéen.

## Carrière

### Université
En 2005, il ne joue pas beaucoup du fait d'une blessure au genou, faite contre les Rebels d'Ole Miss. En 2006, il commence sa saison par un touchdown de quarante-trois yards contre les Golden Bears de Californie. Son meilleur match est contre l'université de l'Air Force où il parcourt soixante-quatorze yards. Il joue treize matchs dont cinq comme titulaire, finissant la saison avec 384 yards et quatre touchdowns.
En 2007, il marque un nouveau touchdown en match d'ouverture une nouvelle fois contre l'université de Californie. Il finit la saison avec 373 yards et trois touchdowns. Il fait une mauvaise saison en 2008 avec 271 yards et six touchdowns.
Sa dernière saison universitaire est excellente avec 1 345 yards en treize matchs (moyenne de 103 yards par match). Il commence la saison avec 160 yards et un touchdown contre l'université du Kentucky de l'Ouest. Il dépasse la barre des cent yards lors de quatre matchs.

### Professionnel
Montario Hardesty est sélectionné au second tour du draft de la NFL de 2010 par les Browns de Cleveland au cinquante-neuvième choix. Hardesty est tout de suite senti pour être le running back titulaire des Browns mais il se blesse après la fin de la saison 2009. Le  2 septembre 2010, lors de son premier match de pré-saison, il se blesse contre les Bears de Chicago et mis sur la liste des blessés. Cette blessure l'empêche de jouer tous les matchs de la saison 2010.